# China P. Arnold
China Arnold (nacida el 29 de marzo de 1980)  es una mujer estadounidense que fue condenada por asesinar a su hija Paris, de 28 días, calentándola en un horno microondas. Fue condenada a cadena perpetua sin posibilidad de libertad condicional.

## Caso

### Asesinato de París Talley
El 30 de agosto de 2005, cuando China Arnold, una joven afroamericana con problemas de alcoholismo,  y sus hijos vivían con su novio, Terrell Talley, en un complejo de viviendas en Dayton, Ohio, hubo una discusión sobre la paternidad de Paris. Se pelearon y su ira se convirtió en violencia, después de lo cual puso a Paris, de 28 días, en el microondas durante dos minutos. Luego sacó a la bebé y la puso sobre la mesa. París había muerto en cuestión de segundos debido al calor.   Los expertos médicos dijeron que la bebé murió después de que su temperatura alcanzara 41,7–42,2 °C. No sufrió quemaduras externas, pero sí lesiones internas por altas temperaturas. 
Al día siguiente, al encontrar a Paris fría y rígida con marcas de quemaduras en el cuerpo, sus padres la llevaron al hospital donde la declararon muerta.  Arnold dijo a los investigadores que había estado intoxicada.  John Paul Rion, el abogado que representó a Arnold en su primer juicio, dijo que estaba ebria hasta el punto de desmayarse cuando su hija murió.  Arnold había sido condenada por secuestro en 2000 y falsificación en 2002. 

### Arrestos
Arnold fue arrestada y posteriormente liberada por falta de pruebas. Fue arrestada nuevamente en noviembre de 2006. 

### Juicios
Mientras estaba en la cárcel en espera de juicio, Arnold se involucró sexualmente con su compañera de celda, Linda Williams, quien más tarde testificó que Arnold le confesó su culpabilidad. 

#### Primer juicio
Poco después de que comenzara el primer juicio de Arnold en febrero de 2008,  Talley dijo que su hijo le había dicho que sacó el cuerpo sin vida de Paris del microondas después de que el hijo de un vecino la metiera dentro,  y el juez declaró el juicio nulo. 

#### Segundo juicio
Durante el segundo juicio, la madre del niño que supuestamente colocó a la bebé en el microondas testificó que su pareja no estaba en el complejo de viviendas cuando Paris murió, y Arnold fue declarada culpable de asesinato con agravantes y sentenciada a cadena perpetua sin posibilidad de libertad condicional el 8 de septiembre de 2008. Fue encarcelada en la Institución Correccional de Dayton. 
El 5 de noviembre de 2010, el Tribunal de Apelaciones del Segundo Distrito de Ohio revocó la condena de Arnold, citando mala conducta del fiscal, y declaró que el tribunal se equivocó al no permitir que testigos materiales testificaran en su defensa. 

#### Tercer juicio
El 13 de mayo de 2011, un jurado declaró a Arnold culpable de asesinato con agravantes. Su abogado había argumentado que las pruebas apuntaban tanto a Talley como a ella, pero no logró convencer al jurado.  El 20 de mayo, Arnold fue nuevamente sentenciada a cadena perpetua sin libertad condicional, y tanto el jurado como el juez rechazaron la opción de la pena de muerte. Su abogado dijo que apelarían la decisión. 
En septiembre de 2013, el abogado de Arnold solicitó un nuevo juicio en el Tribunal de Apelaciones del Segundo Distrito, alegando que se cometieron múltiples errores en su caso.  En diciembre de 2013, el Tribunal de Apelaciones del Segundo Distrito confirmó la condena. Se presentó una apelación con respecto a su cadena perpetua citando cuestiones constitucionales sobre la doble incriminación, pidiendo a la Corte Suprema de Ohio que revocara la decisión del Tribunal de Apelaciones del Segundo Distrito y enviara el caso de regreso al tribunal de primera instancia "para una nueva sentencia", pero en mayo de 2014, el Tribunal decidió no acoger el recurso de apelación. 